# Panglica Sfântului Gheorghe

Panglica Sfântului Gheorghe

Panglica Sfântului Gheorghe (în rusă Георгиевская лента; Gheorghievskaia lenta) reprezintă un element simbolic militar rusesc, constând dintr-o panglică bicoloră negru-oranj. Aceasta este atașată la Ordinul Sfântului Gheorghe, Crucea Sfântului Gheorghe și Medalia Sfântului Gheorghe. Panglica își are originile în perioada Imperiului Rus fiind un element adițional la cele trei distincții cu care erau decorați militarii ruși pentru eroism și aportul lor pentru patrie. 
În perioada sovietică cele trei distincții au fost interzise de către autoritățile comuniste, întrucât ele ar fi reprezentat țarismul, astfel din 1917 până în 1992 panglica nu a fost utilizată pe aceste distincții. Totuși, panglica a continuat să fie folosită în continuare pe distincțiile Sfântului Gheorghe în Armata Albă, în Corpul rus din cadrul Wehrmachtului și pe decorațiile sovietice Ordinul Gloriei și medalia pentru victoria asupra Germaniei, fiind redenumită în ”gvardeiskaia lenta” (panglica gărzii; în rusă Гвардейская лента).
Statutul Ordinului înființat în 1769 prevedea următoarea descriere a panglicii:
«Panglică de mătase în trei dungi negre și două galbene».
În statutul din 1833 caracteristicile panglicii nu erau specificate, însă statutul 1913 prevedea:
«Panglică în trei dungi negre și două oranj, purtată peste umărul drept».
În 2005, la inițiativa unor organizații din Federația Rusă, panglica Sfântului Gheorghe a fost instituită ca simbol al Zilei Victoriei asupra Germaniei Naziste, aceștia demarând de atunci o acțiune anuală de distribuire în rândul populației a panglicilor Sfântului Gheorghe.

Macul Roșu, simbol al sărbătoririi/comemorării zilei de 9 mai în Ucraina

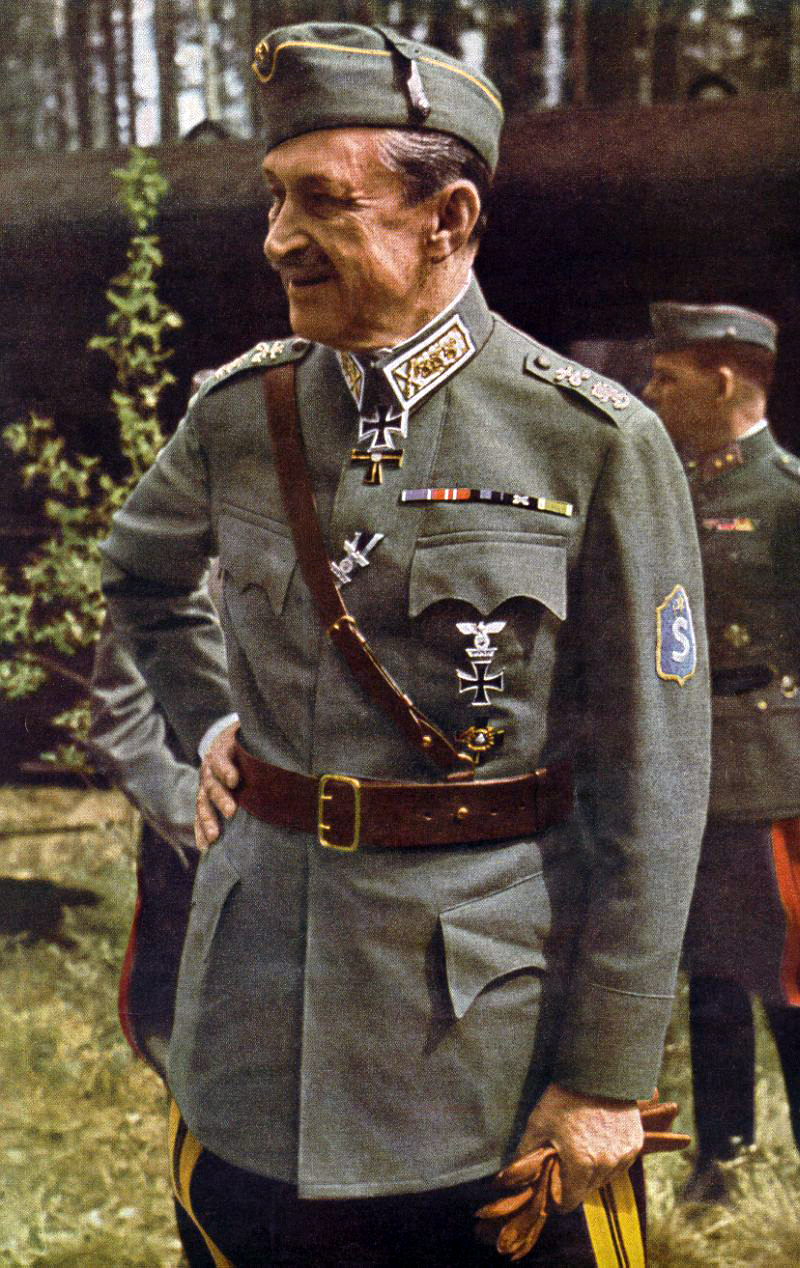
Carl Gustaf Emil Mannerheim purtând Crucea Sf. Gheorghe (cu panglica Sf. Gh.) sub crucea germană

Piotr Krasnov purtând panglica Sf. Gh. (atașată la Crucea Sf. Gheorghe)

În 2014, în Ucraina, panglica Sfântului Gheorghe a devenit un simbol asociat separatiștilor pro-ruși, iar autoritățile ucrainene au decis să sărbătorească Ziua Victoriei de 9 mai prin simbolul Macului Roșu, renunțând la panglică. De asemenea, și Belarusul a anunțat că va sărbători Ziua Victoriei fără panglica Sfântului Gheorghe. Iar în Rusia, liderul opoziției, Alexei Navalnîi, a declarat că ”lumea ar trebui să sărbătorească ”9 mai” cu steaguri și coloristică roșie, ci nu negru-oranj; iar panglica Sf. Gheorghe nu este altceva decât un rebranding introdus de Elțîn și Putin împotriva comuniștilor, pentru a elimina culoarea roșie, adevăratul simbol al victoriei împotriva fascismului și al sărbătorii de 9 mai”. Navalnîi a mai prezentat ca argument dovezi că generalul amatei imperiale ruse, ataman al cazacilor de pe Don - Piotr Krasnov, care a luptat cu armata imperială rusă și apoi de partea Germaniei Naziste contra armatei sovietice, dar și alți miltanți din corpul al XV-lea SS de cavalerie cazacă au purtat această panglică; de asemenea și Carl Gustaf Emil Mannerheim, fost președinte al Finlandei, general-locotenent în Armata Imperială Rusă, purta la gât atât Crucea Sfântului Gheorghe cât și crucea germană.
Pe 16 mai 2017 panglica Sfântului Gheorghe a fost interzisă oficial în Ucraina, iar cei ce o produc sau promovează simbolul respectiv sunt pasibili de amendă sau arest temporar. Conform Speaker-ului Ucrainei de atunci Andriy Parubiy (Frontul Popular), panglica a devenit simbol al "războiului și ocupației rusești în Ucraina."
În contextul controverselor referitoare la panglica Sfântului Gheorghe, în cultura populară ea a primit peiorativele ”Panglica de Colorado”, ”Panglica gândacului de Colorado”, în Rusia și Ucraina – „koloradskaia lenta/lentocika” (”колорадская лента/ленточка/изоленточка”), acest calificativ fiindu-i acordat în premieră de către Aleksandr Nevzorov – jurnalist, publicist și politician rus, ex-deputat în Duma de Stat a Rusiei.

## Galerie

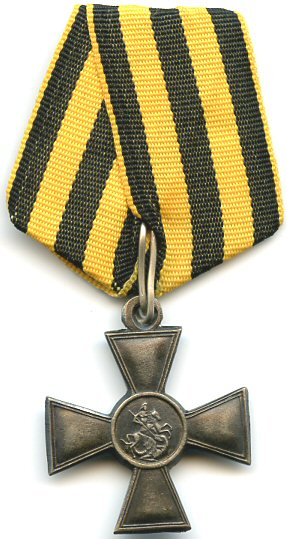
Crucea Imperială a Sfântului Gheorghe de clasa 3-a 1807 - 1917 (enlisted award)
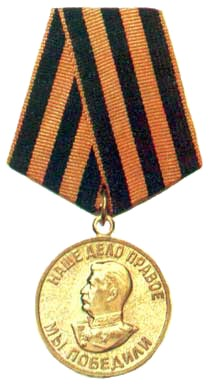
Medalia sovietică pentru victoria asupra Germaniei în ”Marele Război de Apărare a Patriei” 1941-1945
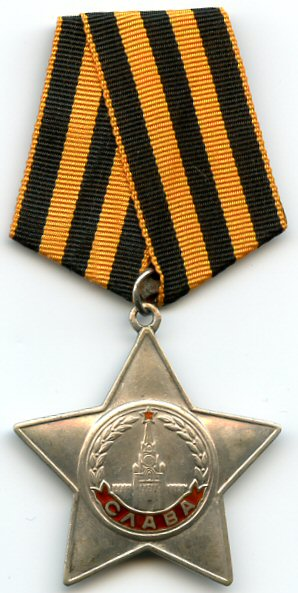
Ordinul sovietic al Gloriei de clasa 3-a
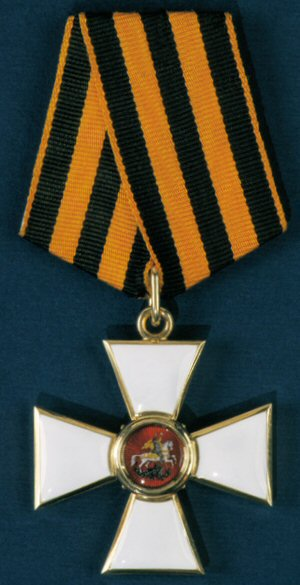
Ordinul Sfântului Gheorghe de clasa 4-a al Federației Ruse
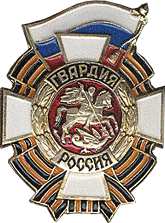
Însemnul Gărzii Forțelor Armate a Federației Ruse
Steag în culorile panglicii Sfântului Gheorghe. Adesea folosit de separatiștii pro-ruși din Ucraina
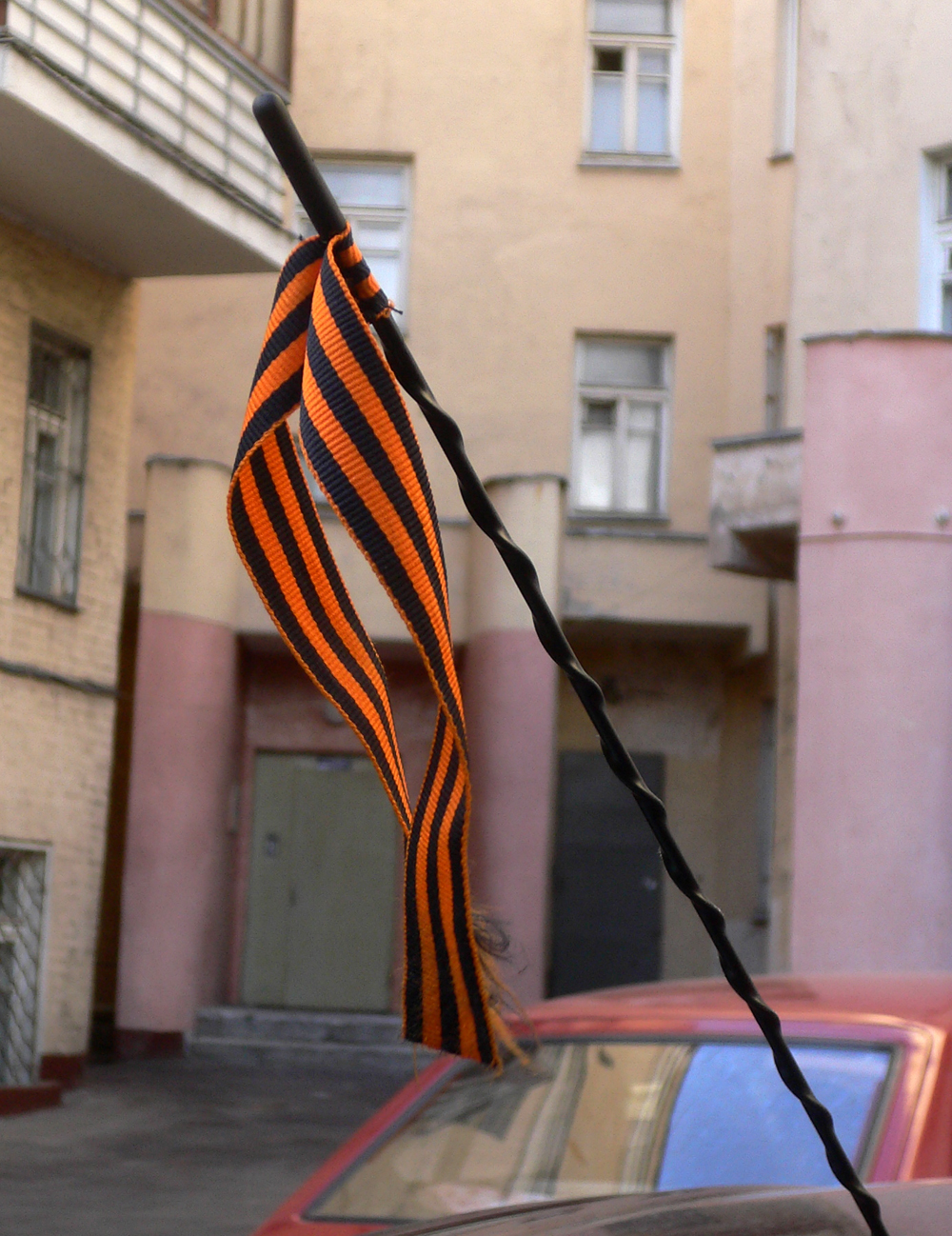
Panglica Sf. Gheorghe atașată de o antenă a unei mașini, Moscova, mai 2008
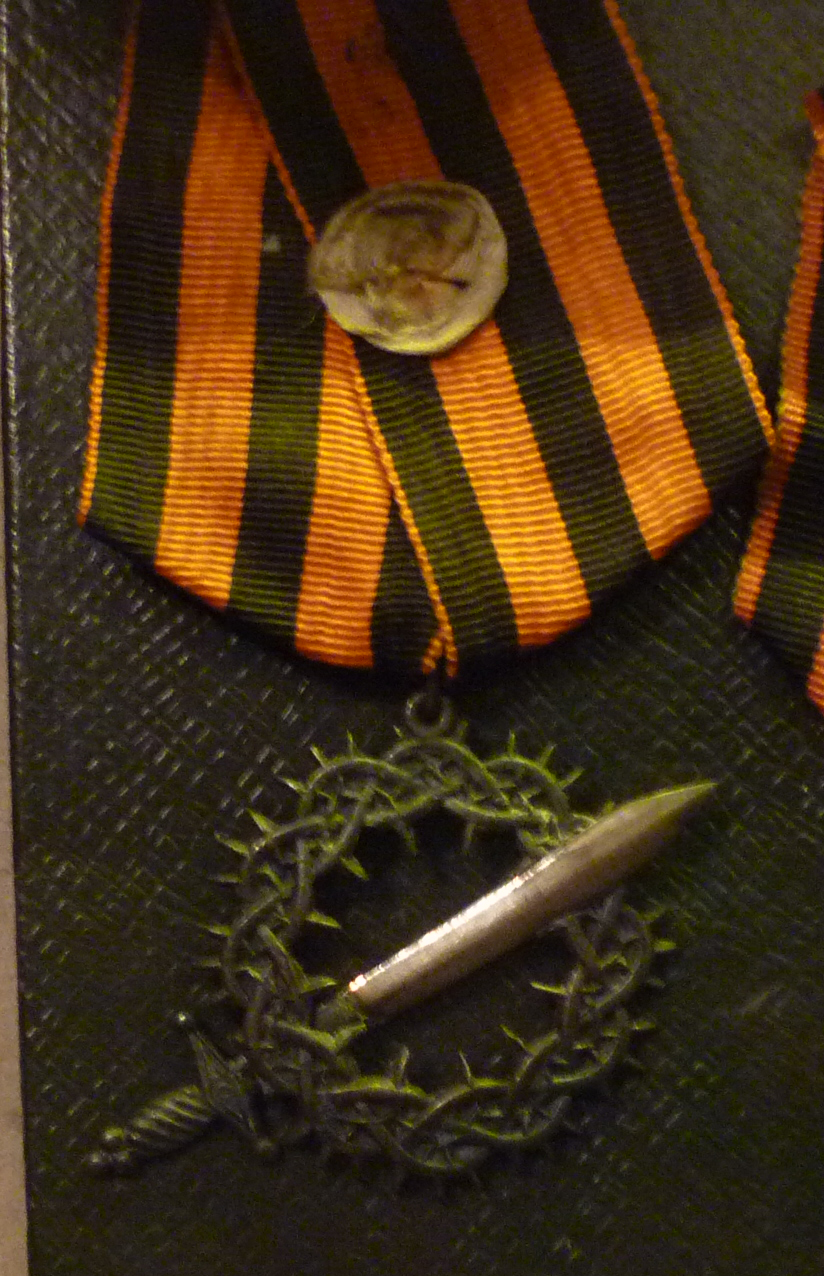
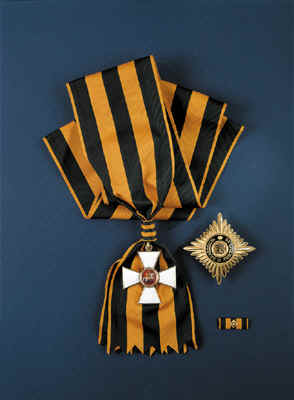